# Liga Niepodległości Polski

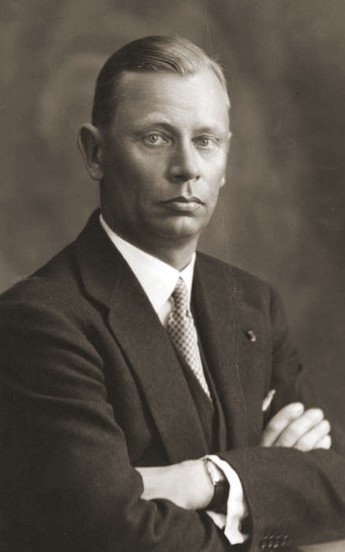
Juliusz Łukasiewicz, stał na czele Głównego Komitetu Wykonawczego LNP w latach 1947-1948

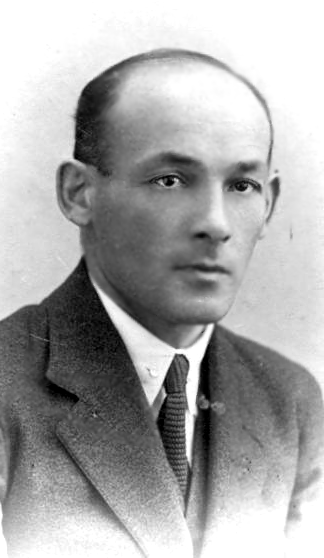
Janusz Jędrzejewicz, przewodniczący Rady Naczelnej LNP

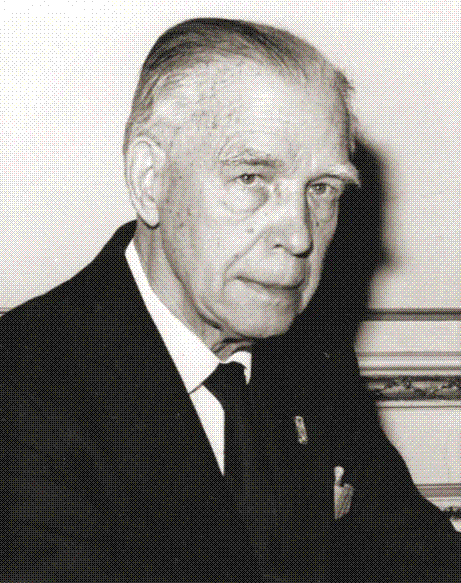
Prezydent RP na Uchodźstwie Stanisław Ostrowski, członek LNP

Liga Niepodległości Polski – stronnictwo polskiej emigracji niepodległościowej, związanej z obozem piłsudczyków, działające głównie na terenie Wielkiej Brytanii, istniejące w latach 1944-1992. Głównym celem stawianym przed nią było podejmowanie walki politycznej o przywrócenie Polsce wolności i niepodległości. W Radzie Jedności Narodowej LNP stanowiła drugą co do wielkości siłę polityczną.
Powołana została 3 października 1944 roku przez działaczy organizacji piłsudczykowskich, którzy po podróży Stanisława Mikołajczyka do Moskwy w sierpniu 1944 roku uznali, że legalny rząd Rzeczypospolitej wkroczył na drogę podporządkowania Polski dyktatowi brytyjsko-radzieckiemu. W założeniu miała stanowić kontynuację organizacji piłsudczykowskich, powstałych w latach 1939-1945: Związku Pracy dla Państwa z Bliskiego Wschodu, piłsudczyków z Londynu, Obozu Polski Walczącej, Konwentu Organizacji Niepodległościowych i Stronnictwa Niezawisłości Narodowej. Od 1947 roku LNP wydawała pismo Za Wolność i Niepodległość.
Wśród założycieli Ligi Niepodległości Polski byli: były premier i twórca reformy oświaty Janusz Jędrzejewicz, były wojewoda śląski i przewodniczący Związku Harcerstwa Polskiego Michał Grażyński, były ambasador RP we Francji Juliusz Łukasiewicz, były wicemarszałek Sejmu i współtwórca konstytucji kwietniowej Bohdan Podoski, były wicemarszałek Sejmu płk Tadeusz Schaetzel, były sekretarz generalny BBWR i wiceminister spraw wewnętrznych mjr Mikołaj Dolanowski, dowódca Armii „Pomorze” gen. Władysław Bortnowski. Członkami Ligi byli także: były dowódca Policji Państwowej gen. Józef Kordian-Zamorski, pisarz Ferdynand Goetel, komendant obszaru ZWZ-AK Lwów gen. Kazimierz Sawicki, były prezydent Lwowa Stanisław Ostrowski, Bohdan Wendorff i Jerzy Ostoja-Koźniewski, były ambasador RP w USA Jan Ciechanowski, były ambasador RP w ZSRR Wacław Grzybowski, poseł w Hadze Wacław Babiński.
Liga Niepodległości Polski nigdy nie zaakceptowała porządku jałtańskiego i nie uznawała jakichkolwiek kompromisów wobec władz komunistycznych w kraju. Stała w opozycji wobec emigracyjnych ugrupowań politycznych, które po 1945 roku uznały, że należy podjąć współpracę z narzuconą przez Związek Radziecki władzą. Krytykowała postawę Stanisława Mikołajczyka i Karola Popiela. Była krytyczna wobec iluzji środowiska paryskiej Kultury Jerzego Giedroycia, żywionych wraz z dojściem do władzy Władysława Gomułki. LNP uznawała, że każda forma władzy komunistycznej w kraju musi zostać uznana za nielegalną i zwalczana. Piętnowała powrót do kraju działaczy emigracyjnych, m.in. Stanisława Cata-Mackiewicza. Jednocześnie potępiała współpracę środowisk emigracyjnych z wywiadami państw zachodnich (tzw. afera Bergu). Politycy LNP nie uznali nigdy zmiany granicy wschodniej II Rzeczypospolitej, uznając ją za pogwałcenie traktatu ryskiego. Uznawali prawa Polski do Prus Wschodnich, a granicę na Odrze i Nysie Łużyckiej uważali za niepodważalną. LNP postulowała ideę współpracy państw Europy Środkowo-Wschodniej (koncepcję Międzymorza Józefa Piłsudskiego), którą powinny podjąć władze Polski po odzyskaniu niepodległości. Utrzymywano stały kontakt z przedstawicielami emigracji ukraińskiej i litewskiej. Z inicjatywy Ligi w 1949 roku powołano Skarb Narodowy, na czele którego stanął gen. Władysław Anders.
Pracami LNP kierowały Główny Komitet Wykonawczy i Rada Naczelna. W 1947 roku LNP stojąc na stanowisku legalizmu konstytucyjnego poparła prezydenturę Augusta Zaleskiego. W 1949 roku weszła w skład powołanej przez Prezydenta RP III Rady Narodowej Rzeczypospolitej Polskiej. W 1954 roku podpisała Akt zjednoczenia narodowego. W 1953 Zaleski powołał rząd pod przewodnictwem członka LNP Jerzego Hryniewskiego. W 1954 roku, gdy Prezydent Zaleski po upływie kadencji nie zrezygnował z urzędu, spowodowało wystąpienie ponad 70 czołowych działaczy Ligi, którzy utworzyli Ligę Niepodległości Polski - Kraj i Prawo. Prezydenta Zaleskiego poparła też inna grupa, wywodząca się z LNP: Konwent Walki o Niepodległość. Pozostali działacze LNP, wraz z innymi ugrupowaniami emigracyjnymi, będącymi w opozycji do Zaleskiego weszli w skład Tymczasowej Rady Jedności Narodowej. W 1972 obie frakcje Ligi doprowadziły do zjednoczenia emigracji, powołując na urząd Prezydenta RP Stanisława Ostrowskiego, popieranego przez większość stronnictw emigracyjnych.
LNP pozostawała w kontakcie z opozycją demokratyczną w kraju: NSZZ „Solidarność” i KPN. 18 marca 1992 roku LNP rozwiązała się, uznając KPN za formację, będącą w stanie reprezentować nurt piłsudczykowski w kraju.